# Rozhlad
Rozhlad, полное наименование  Rozhlad — Serbski kulturny časopis (Обозрение — сербский культурный журнал) — общественно-культурный и литературный лужицкий журнал, издаваемый в Германии. Выходит на верхнелужицком и нижнелужицком языках. Печатается в издательстве «Домовина».

## История
На страницах журнала печатаются публицистические статьи, касающиеся исторических и текущих культурных и политических вопросов общественной жизни лужицкого народа. Журнал публикует поэтические произведения, эссе, интервью и рецензии.
Журнал стал выходить с 1950 года. Издание стало прямым преемником культурных журналов «Łužičan» (1860—1881) и «Łužica» (1882—1937). Первым редактором до 1952 года был лужицкий писатель Ота Вичаз. В начальной период издания журнал был органом лужицкой общественно-культурной организации Домовина. В редакционную коллегию этого периода входили известные лужицкие писатели Юрий Брезан и Фридо Метшк. С момента своего учреждения до 1980 года журнал придерживался социалистического направления. В 1950 году в журнале была опубликована статья лужицкого общественного деятеля Яна Шолты «Naš wulki přećel — Wilhelm Pieck» («Наш великий друг — Вильгельм Пик»), которая стала определяющей для социалистической направленности издания. Позднее журнал стал печатным органом общественной организации «Серболужицко-русской дружбы».
С момента своего возникновения в 1950 году издание сохранило свою периодичность сроком дважды в месяц. В настоящее время журнал печатается в типографии Домовины «Domowina-Verlag». В 2004 году тираж издания был 610 экземпляров — это количество охватывает примерно около 5 % лужицких домохозяйств. В 2005 году издание упоминалось в докладе германского Министерства внутренних дел в качестве примера по реализации европейской Конвенции по защите национальных меньшинств. В связи с редакционными материальными проблемами тираж журнала постепенно уменьшается и среди лужицкого населения организуются различные акции, призывающие поддерживать издание журнала. В 2014 году насчитывалось 420 абонентов.

## Главные редакторы
- Ота Вичаз (1950—1952);
- Мерчин Новак-Нехорньский (1952—1969);
- Цирил Кола (1970—1991);
- Ева-Мария Чорнакец (1992—2011);
- Рихард Бигль (2011—2013);
- Виктор Закар (2013—2015).
- Сара Мичкец (2016 -)

## Награды
- Лауреат премии имени Якуба Чишинского (1976).